# Wymysłowo (powiat bydgoski)
Wymysłowo – (niem. Wymislowo, 1942-1945 Dankfeld) osada leśna w Polsce położona w województwie kujawsko-pomorskim, w powiecie bydgoskim, w gminie Koronowo.
W latach 1975–1998 miejscowość administracyjnie należała do województwa bydgoskiego.

## Demografia
Według danych Urzędu Gminy Koronowo (XII 2015 r.) liczyła tylko 1 mieszkańca. Jest najmniejszą osadą gminy Koronowo, powiatu bydgoskiego i województwa kujawsko-pomorskiego.